# Demosthenes
Demosthenes (/dɪˈmɒs.θəniːz/; tiếng Hy Lạp: Δημοσθένης, đã Latinh hoá: Dēmosthénēs; phát âm tiếng Hy Lạp: [dɛːmosˈtʰenɛːs]; 384 TCN – 12 tháng 10 năm 322 TCN) là một chính khách và nhà hùng biện người Athens thời Hy Lạp cổ đại. Các bài hùng biện của ông đã trở thành dẫn chứng nổi bật về sức mạnh trí tuệ của người Athena đương thời và cung cấp một cái nhìn sâu sắc về nền chính trị và văn hóa của Hy Lạp cổ đại trong thế kỷ thứ 4 TCN. Ông đã học hỏi nghệ thuật tu từ thông qua việc nghiên cứu diễn văn của các diễn giả vĩ đại trước mình. Demosthenes có bài diễn thuyết tranh tụng đầu tiên vào năm 20 tuổi, trong đó ông đã biện luận thành công để thu hồi tài sản thừa kế từ những người giám hộ. Trong một thời gian ông đã kiếm sống bằng nghề viết diễn văn chuyên nghiệp - logographer, một luật sư, viết các diễn văn cho các vụ kiện cá nhân.
Với nghề nghiệp đó, mối quan tâm của Demosthenes đối với chính trị lớn dần. Năm 30 tuổi, ông trình bày bài diễn thuyết chính trị đầu tiên trước công chúng Athena. Ông dành phần lớn phần đời sôi nổi của mình nhằm kêu gọi chống lại sự bành trướng của Macedonia. Ông đã lý tưởng hóa thành bang của mình bằng những lời hùng biện và phấn đấu suốt đời để khôi phục quyền bá chủ cho Athena cũng như động viên đồng bào mình chống lại nhà vua Philipos II của Macedonia. Demosthenes tìm cách bảo vệ nền tự do của Athena và thành lập một liên minh giữa các thành bang Hy Lạp trong một nỗ lực bất thành nhằm ngăn trở mưu đồ thôn tính toàn bộ Hy Lạp. Sau khi Philippos II qua đời, Demosthenes đã đóng một vai trò chủ chốt trong cuộc nổi dậy chống lại tân vương xứ Macedonia, Alexandros Đại đế, nhưng đã thất bại và bị đàn áp khốc liệt. Khi Alexandros Đại đế qua đời, người kế tục ông ở Hy Lạp, Antipatros, đã cho người truy lùng Demosthenes để đề phòng một cuộc nổi loạn nữa. Ông tự sát năm 322 TCN để khỏi bị một tay chân của Antipatros là Archias xứ Thurii bắt giữ.
Demosthenes chủ yếu được đời sau ghi nhận như một nhà hùng biện vĩ đại. Cuốn Alexandrian Canon do Aristophanes của Byzantium và Arístarchos của Samothrace biên soạn vào thế kỷ thứ 2 TCN xếp ông vào mười nhà hùng biện và nhà viết diễn văn xuất sắc nhất Attica. Longinus so sánh ông với một tia chớp chói sáng, nhận định rằng "ông đã hoàn thiện tới tột độ giọng nói cao nhã, đam mê sống động, sự phong phú, lưu loát, tốc độ" . Quintilianus ca ngợi ông như lex orandi (tiêu chuẩn của thuật hùng biện), còn Cicero nói rằng ông inter omnes unus excellat (đứng một mình giữa mọi nhà hùng biện), "nhà hùng biện hoàn hảo" người không thiếu sót một điều gì.

## Tuổi trẻ và đời sống cá nhân

### Gia đình và cuộc sống riêng tư

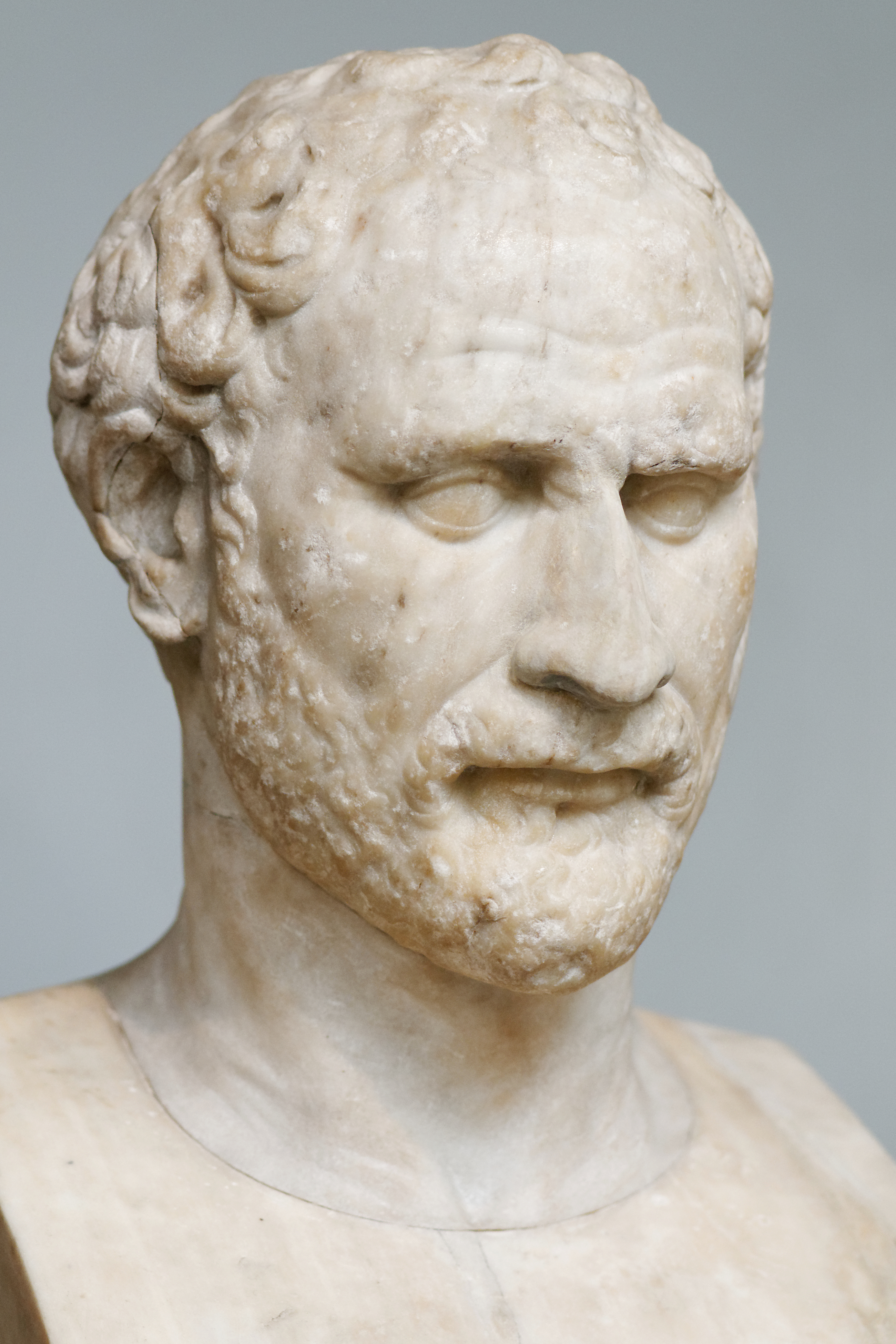
Tượng bán thân Demosthenes (Bảo tàng Anh, London), bản chép lại thời La Mã của một tượng gốc thời Hy Lạp tạc bởi Polyeuktos.

Demosthenes sinh vào năm 384 TCN, trong năm cuối cùng của kì Olympic thứ 98 hoặc năm đầu tiên của kì Olympic thứ 99 . Cha ông cũng mang tên Demosthenes, một người bộ tộc Pandionis sống ở Paeania thuộc vùng nông thôn phụ cận Athena, là một thợ rèn kiếm giàu có. Aeschines, đối thủ chính trị lớn nhất của Demosthenes, đã xác nhận rằng Kleoboule, mẹ của ông là một người mang dòng máu Scythia- một điều hiện nay vẫn gây tranh cãi. Demosthenes rơi vào cảnh mồ côi khi lên bảy tuổi. Mặc dù người cha đã để lại khoản chu cấp đầy đủ cho ông, những người giám hộ theo luật pháp, Aphobus, Demophon và Therippidesi, đã quản lý tồi khối tài sản ông được thừa kế.
Ngay khi Demosthenes đến tuổi trưởng thành vào năm 366 TCN, ông yêu cầu họ phải hoàn trả số tài sản nằm dưới sự quản lý của họ. Theo Demosthenes, sổ sách cho thấy rằng những người giám hộ đã biển thủ của cải của ông. Mặc dù cha ông để lại một cơ ngơi trị giá khoảng gần mười bốn talent (tương đương với khoảng 220 năm thu nhập của một người lao động ở mức lương cơ bản, hoặc 11 triệu đô la tính theo thu nhập trung bình hàng năm ở Mỹ), Demosthenes khẳng định những người giám hộ của ông đã trao lại cho ông chẳng gì "ngoại trừ ngôi nhà, cùng mười bốn nô lệ và ba mươi mina bạc" (30 mina = ½ talent). Ở tuổi 20, Demosthenes kiện những người quản thác của mình để thu hồi gia sản và trình bày năm bài diễn thuyết: ba tiểu luận "Chống Aphobos" vào năm 363 TCN và 362 TCN, hai "Chống Ontenoros" trong năm 362 và 361 TCN. Các phiên tòa tính số tiền thiệt hại cho Demosthenes là mười talent. Khi vụ xử kết thúc, ông chỉ thành công trong việc lấy lại một phần thừa kế của mình.
Trong cuốn Cuộc đời mười nhà hùng biện, tác giả Ngụy Plutarchus viết rằng Demosthenes từng kết hôn một lần. Người vợ khuyết danh này là con gái của Iliodoros, một công dân nổi tiếng của Athena. Demosthenes cũng có một con gái, "người duy nhất từng gọi ông là cha", theo lời bình luận sâu cay của Aeschines. Con gái ông chết trẻ khi chưa lập gia đinh, chỉ vài ngày trước cái chết của vua Philippos.
Demosthenes chịu một số cáo buộc liên quan tới đời tư, chủ yếu của Aeschines. Thiên hướng đồng tính nam của Demosthenes là chủ đề mà Aeschines thường xuyên tấn công. Trong trường hợp Aristion, một người trẻ tuổi từ Platea và sống một thời gian dài ở nhà Demosthenes, Aeschines đã chế giễu mối quan hệ "bất chính" và "nhục nhã" giữa họ. Trong một bài diễn văn khác, Aeschines đề cập tới quan hệ đồng tính luyến ái của Demosthenes với một chàng trai tên là Cnosion; tuy nhiên Athenaios đã phản bác cáo buộc này .
Aeschines cũng lên án Demosthenes tìm cách bòn rút tiền từ các chàng trai trẻ, trong đó có một chàng trai tên là Aristarchos con của Moschos, người được Demosthenes hứa hẹn có thể trở thành một diễn giả vĩ đại. Thậm chí trong thời gian nhận sự giám hộ của Demosthenes, Aristarchos dường như đã giết một người tên là Nicodemus xứ Aphidna, người được cho là có mâu thuẫn với Demosthenes. Aeschines tố cáo Demosthenes đã mắc tội đồng lõa trong vụ sát nhân, hơn nữa ông bị cho là đã chiếm đoạt 3 talent khi Aristarchos bị xử và đi đày với tư cách là người giám hộ của chàng trai. Dù sao câu chuyện này khá đáng ngờ và ngoài Aristarchos ra không người học trò nào của Demosthenes lưu lại tên tuổi.

### Giáo dục

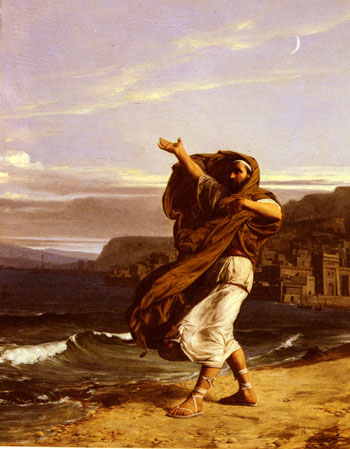
Demosthenes luyện hùng biện của họa sĩ Jean-Jules-Antoine Lecomte du Nouy (1842–1923). Demosthenes thường học trong một phòng ngầm dưới đất xây riêng. Ông cũng thường nói với những hòn sỏi trong miệng và trích dẫn thơ trong lúc chạy. Để tăng cường giọng, ông nói trên bờ biển trước những con sóng lớn.

Giữa khoảng thời gian ông đến tuổi trưởng thành vào năm 366 tr.CN và những phiên tòa diễn ra trong năm 364 tr.CN, Demosthenes và những người giám hộ của ông đã đàm phán khá gay gắt mà không đạt được một thỏa thuận nào, không bên nào sẵn sàng nhượng bộ. Đồng thời, Demosthenes chuẩn bị để tiếp tục theo kiện và cải thiện kỹ năng hùng biện của mình. Khi còn là thanh niên, sự ham hiểu biết của ông đã được nhà hùng biện Callistratos chú ý. Callistratos thời gian đó đang ở đỉnh cao danh tiếng và vừa chiến thắng trong một vụ kiện quan trọng. Theo triết gia và nhà ngôn ngữ học Đức Friedrich Nietzsche cũng như nhà sử học lớn người Hy Lạp Konstantinos Paparrigopoulos thì Demosthenes từng là học trò của Isocrates; theo Cicero, Quintillian và nhà viết tiểu sử La Mã Hermippus, ông là môn đệ của Plato. Lucian, một nhà tu từ học và nhà thơ châm biếm người La Mã-Syria, liệt kê các triết gia Aristoteles, Theophrastos và Xenocrates vào số các thầy học của ông. Ngày nay vấn đề này vẫn gây tranh cãi . Theo Plutarchus, Demosthenes từng thuê Isaios làm thầy dạy tu từ học, dù Isocrates hồi đó đã đang giảng môn này, hoặc vì ông không thể trả nổi học phí cho Isocrates hoặc ông cho rằng phong cách của Isaios phù hợp hơn với một nhà hùng biện sắc sảo và mạnh mẽ như mình. Nhà sử học và khảo cổ người Đức Curtius ví mối quan hệ giữa Isaios and Demosthenes với "một liên minh vũ trang về trí tuệ".
Người ta cũng nói rằng Demosthenes đã trả cho Isaios tới 10.000 drachma (chừng hơn 1,5 talent) với điều kiện là Isaios rút khỏi trường dạy tu từ mà ông này đã mở để chuyên tâm vào dạy cho Demosthenes. Một câu chuyện khác lại nói rằng Isaios đã dạy Demosthenes mà không đòi thù lao. Theo học giả cổ điển Anh Richard C. Jebb thì "quan hệ giữa Isaios và Demosthenes như là thầy-trò khó có thể thân mật hay tồn tại lâu dài". Konstantinos Tsatsos, một học giả Hy Lạp, tin rằng Isaios chỉ giúp Demosthenes sửa các diễn văn tư pháp đầu tiên chống lại những người giám hộ. Người ta cũng cho rằng Demosthenes rất ngưỡng mộ nhà sử học Thucydides. Trong Illiterate Book-Fancier, Lucian đề cập tới tám bản chép tác phẩm của Thucydides rất đẹp, tất cả đều là chữ viết tay của Demosthenes. Những luận cứ này cho thấy ông đã nghiên cứu Thucydides một cách kỹ lưỡng.

### Rèn luyện diễn thuyết
Theo Plutarchus, khi Demosthenes diễn thuyết lần đầu trước công chúng, ông bị chế nhạo vì phong cách lạ lùng và thô kệch, vốn "chồng chất với những câu dài dòng và bị tra tấn bởi những lý lẽ trang trọng dẫn tới một sự bội thực khó chịu và ghê gớm nhất". Tuy nhiên cũng có vài người nhìn nhận tài năng của ông. Khi ông lần đầu rời Đại hội nhân dân Athena một cách tủi hổ, một ông lão tên Eunomos đã động viên ông, nói rằng cách diễn đạt của ông rất giống Perikles. Lần khác, sau khi Đại hội từ chối nghe ông nói và ông thất vọng bỏ về nhà, một diễn viên tên là Satyros đã đi theo và trò chuyện thân mật với ông.
Khi còn bé Demosthenes mắc một tật về phát âm: Plutarchus mô tả khiếm khuyết này là "một sự phát ngôn không rõ ràng và rối rắm và một sự thiếu hơi đã làm ngắt các câu quá nhiều nên che khuất ý nghĩa những lời ông nói". Có những vấn đề trong ghi chép của Plutarchus tuy nhiên có thể thực chất là Demosthenes bị mắc chứng ngọng âm r (rhotacism), phát âm sai âm ρ (r) thành λ (l)). Aeschines từng chế nhạo ông về điều này, và hay nhắc đến biệt danh "Batalos" (kẻ nói lắp), vốn dường như do những người bạn thuở nhở hoặc các ông thầy của ông đặt ra. Demosthenes đã quyết tâm thực hiện một chương trình khắc nghiệt để khắc phục khuyết điểm và cải thiện sự trình bày, bao gồm giọng nói, cách diễn đạt và các cử chỉ của mình.
Theo một truyện kể, khi được yêu cầu nêu tên ba yếu tố quan trọng nhất trong thuật hùng biện, ông đáp "Trình bày, trình bày và trình bày!". Tuy nhiên không chắc những chi tiết như vậy có phải là những ghi chép về đời thực của Demosthenes hay đơn thuần chỉ là những giai thoại minh họa cho sự kiên trì và lòng quyết tâm của ông.

## Sự nghiệp

### Nghề viết luận văn
Để kiếm sống, Demosthenes làm thầy kiện chuyên nghiệp, là người vừa viết diễn văn trước tòa (logographer), vừa biện hộ nhân danh người khác (synegoros). Ông dường như có thể đảm đương bất kì vụ kiện nào, phục vụ gần như bất kì khách hàng nào, gồm cả những người giàu có và quyền quý. Rất ít khả năng ông từng là một ông thầy dạy tu từ và đưa các học trò của mình tới dự tòa; tuy nhiên, hẳn là ông đã tiếp tục nghề viết diễn văn suốt sự nghiệp mình, chỉ có việc biện hộ là ông dừng từ khi tham gia vào vũ đài chính trị.
Văn hùng biện trước tòa án là một thể loại văn học quan trọng trong nửa sau thế kỷ thứ 5 TCN, được thể hiện trong các diễn văn của những người đi trước Demosthenes, Antiphon và Andocides. Các nhà viết diễn văn là một đặc điểm duy nhất chỉ có trong hệ thống tư pháp của Athena: bằng chứng cho một vụ kiện được biên soạn bởi một quan tòa trong một phiên nghe trình bày sơ bộ, và các nguyên đơn có thể thể hiện nó theo cách họ muốn trong các diễn văn chuẩn bị trước; tuy nhiên, các nhân chứng và tài liệu thường bị nghi ngờ (bởi chúng có thể bị ảnh hưởng bởi quyền lực hoặc sự đút lót), ít có sự kiểm tra chéo trong phiên xử, không có hướng dẫn nào cho bồi thẩm đoàn từ quan tòa, cũng như không có cuộc họp nào giữa các thành viên bồi thẩm đoàn trước khi bỏ phiếu, mà bồi thẩm đoàn lại rất đông (từ 201 tới 501 người), thành thử các vụ án phụ thuộc chủ yếu vào các câu hỏi về các lý do khả dĩ, và các quan niệm về công lý tự nhiên có vẻ lấn át luật pháp thành văn - đó là những điều kiện khuyến khích các bài diễn thuyết được xây dựng một cách khéo léo.
Bởi các chính trị gia Athena thường bị đối thủ của họ buộc tội nên không phải lúc nào cũng có thể phân biệt rõ ràng các vụ án "cá nhân" với vụ án "công", và do đó nghề viết luận văn mở đường cho Demosthenes bước vào con đường chính trị. Một người viết diễn văn ở Athena có thể không công bố tên tuổi mình, điều cho phép ông ta phục vụ những lợi ích cá nhân, ngay cả nếu điều này gây thiệt hại cho khách hàng. Điều đó cũng khiến ông ta có thể rơi vào những cáo buộc hành động phi pháp. Chẳng hạn Aeschines đã buộc tội Demosthenes để lộ các luận cứ của khách hàng cho đối thủ của họ; đặc biệt là ông đã viết một diễn văn cho Phormion (350 trước CN), một viên chủ ngân hàng giàu có, và sau đó cung cấp nó cho Apollodorus, người đang đòi kết án tử hình ông này . Plutarchus về sau đã ủng hộ cáo buộc này, khẳng định rằng Demosthenes "được cho là đã hành động một cách đáng hổ thẹn" và ông cũng buộc tội Demosthenes đã viết diễn văn cho cả hai bên. Có người lập luận rằng sự lừa gạt này, nếu có thực, liên quan tới một cuộc đổi chác cân bằng (một quid pro quo) về chính trị, theo đó Apollodorus bí mật cam kết sẽ ủng hộ một cuộc cải cách không được ưa chuộng mà Demosthenes theo đuổi vì lợi ích công cộng lớn lao hơn  (cụ thể là sự phân bổ quỹ Theorika của Athena - vốn dành cho các lễ hội và hoạt động giải trí công cộng - vào các mục đích quân sự).

### Những hoạt động chính trị ban đầu
Demosthenes trở thành một công dân với đầy đủ quyền vào năm 366 tr.CN. Ông sớm bộc lộ sự quan tâm tới chính trị. Vào những năm 363 và 359 tr.CN, ông đảm nhận vị trí trierarch, chịu trách nhiệm trang bị và duy trì một chiếc trireme (loại tàu chiến Hy Lạp cổ, có ba tầng chèo). Ông là một trong số những viên chức trierarch tự nguyện đầu tiên vào năm 357, chia sẻ chi phí trang trải cho một con tàu có tên là "Bình minh", mà lời ghi công trạng còn lưu lại tới ngày nay. Năm 348 tr.CN, ông trở thành một choregos, một người chi trả các phí tổn cho một nhà hát ở Hy Lạp cổ đại phụ thêm vào ngân sách từ chính quyền.
Giữa những năm 355 và 351 tr.CN, Demosthenes tiếp tục hoạt động tư nhân trong nghề luật trong khi trở nên ngày càng quan tâm tới các vụ việc công. Năm 355 tr.CN ông viết Chống Androtion và, một năm sau, Chống Leptines, hai đòn tấn công mãnh liệt vào những cá nhân cố gắng bãi bỏ một số loại thuế. Trong Chống Timocrates và Chống Aritstocrates, ông chủ trương bài trừ tham nhũng. Tất cả những bài diễn thuyết này, vốn cung cấp những nét đại cương cho những nguyên lý chung của ông về chính sách ngoại giao, như tầm quan trọng của hải quân, của các đồng minh và của danh dự dân tộc, đều nhằm vào việc khởi tố (graphē paranómōn) những cá nhân bị cáo buộc đề xuất các văn bản lập pháp một cách phi pháp (trái với các luật đã có từ trước).
Ở thời đại của Demosthenes, các mục tiêu chính trị khác nhau phát triển xung quanh các nhân vật có ảnh hưởng. Thay vì vận động bầu cử, các chính trị gia Athena sử dụng kiện tụng và bôi nhọ để loại bỏ đối thủ khỏi sự vụ chính quyền. Thông thường họ buộc lẫn nhau tội vi hiến, nhưng các cáo buộc mua chuộc và tham nhũng cũng thường hiện diện trong mọi vụ án, tham gia một phần vào tranh chấp chính trị. Các nhà hùng biện thường dùng đến các chiến thuật "ám sát cá nhân" (diabolē, loidoria), cả ở tòa án lẫn Đại hội nhân dân (Ecclesia). Các lời buộc tội đầy ác ý và thường bị phóng đại một cách hài hước này, bị chế nhạo trong Cựu hài kịch (archaia, hài kịch sớm hơn thế kỷ 5 tr.CN của Hy Lạp), được hỗ trợ bởi những lời ám chỉ, suy diễn về động cơ, và thiếu vắng hoàn toàn chứng cơ; như J.H. Vince khẳng định: "chẳng có chỗ nào cho tinh thần hiệp sĩ trong đời sống chính trị Athena". Một sự kình địch giữa các chính trị gia như vậy cho phép bình dân (demos) hay công dân quyền cai trị tối cao thành bang như những thẩm phán, bồi thẩm và đao phủ. Demosthenes đã trở nên hoàn toàn tham gia vào kiểu kiện tụng này và ông trở thành công cụ cho sự phát triển quyền lực của Tòa thượng thẩm Athena -Areopagus - để buộc các cá nhân tội mưu phản, tuyên cáo trong Đại hội bởi một quy trình gọi là apophasiks (ἀπόφασις).
Năm 354 tr.CN, Demosthenes có bài diễn thuyết chính trị đầu tiên, Về Hải quân, trong đó ông tán thành việc tiết chế và đề xuất cải cách các con thuyền thành nguồn cấp quỹ cho hạm đội Athena. Năm 352 tr.CN, ông phát biểu Vì người Megalopolis và, năm 351 tr.CN,Về Tự do của người Rhodes. Trong cả hai diễn văn này ông đã chống lại Euboulos, chính khách Athena quyền lực nhất thời kỳ 355-342 tr.CN, người không theo chủ nghĩa hòa bình nhưng tránh né một chính sách chủ nghĩa can thiệp tích cực vào công việc nội bộ của các thành bang Hy Lạp khác. Trái lại với chủ trương của Euboulos, Demosthenes kêu gọi một liên minh với Megalopolis chống lại Sparta hay Thebes, và ủng hộ phe dân chủ trong cuộc xung đột ở đảo Rhodes. Các lập luận của ông thể hiện khao khát của ông nhằm nêu bật những nhu cầu và lợi ích của Athena thông qua một chính sách ngoại giao tích cực hơn, ở bất cứ nơi nào có cơ hội.
Mặc dù không bài diễn thuyết nào trên đây thành công và chúng tỏ ra thiếu tính thuyết phục thực sự cũng như thiếu sự đặt ưu tiên chính trị và chiến lược mạch lạc, Demosthenes đã đặt mình lên vị trí một nhân vật chính trị quan trọng và đoạn tuyệt với phe Euboulos (mà Aeschines là một thành viên nổi bật). Ông đã đặt nền móng cho những thắng lợi chính trị trong tương lai và đưa ông trở thành lãnh tụ "đảng" của riêng mình (vấn đề khái niệm đảng phái hiện đại có thể áp dụng hay không vào nền dân chủ Athena cổ đại gây nhiều tranh cãi giữa các học giả hiện đại).

### Đối đầu với Philippos II

#### Philippic thứ nhất và Olynthiac

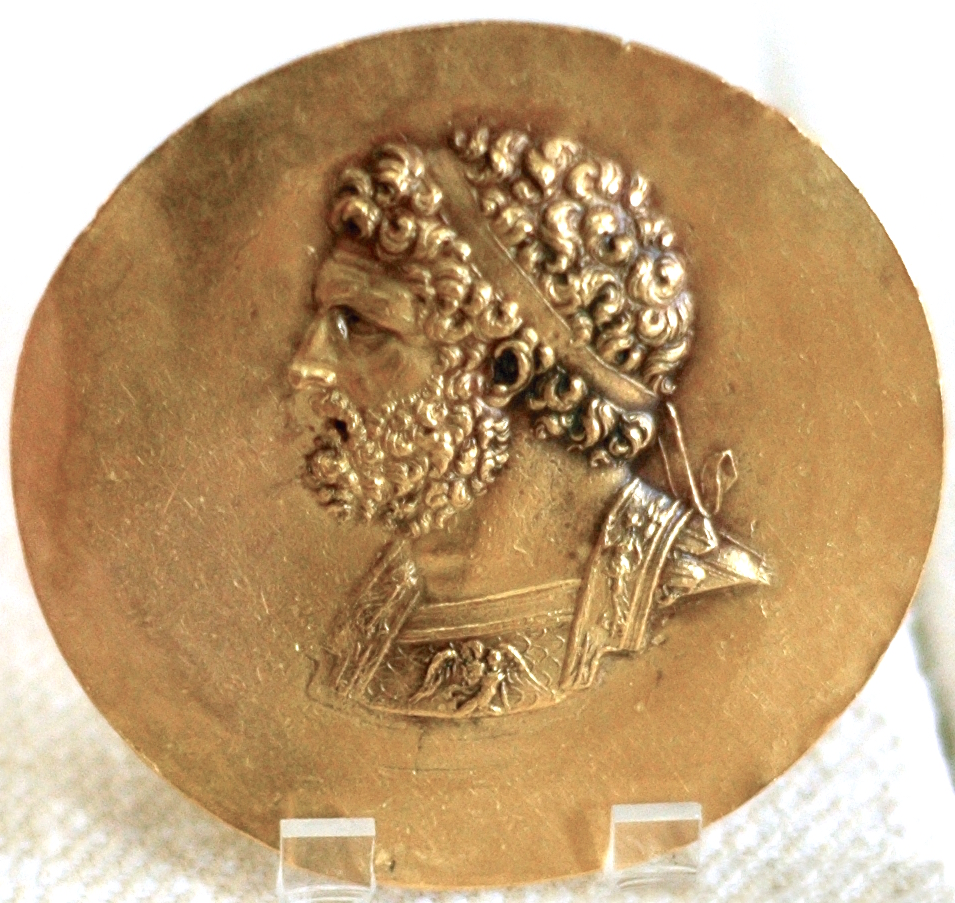
Philippos II của Macedonia: huân chương chiến thắng ở Tarsus khoảng thế kỷ 2 tr.CN, trưng bày tại Cabinet des Médailles, Thư viện Quốc gia Pháp, Paris.

Hầu hết các bài hùng biện quan trọng của Demosthenes trực tiếp nhằm chống lại quyền lực ngày một gia tăng của Vua Philippos II xứ Macedonia. Từ năm 357 tr.CN, khi Philippos chiếm đóng Amphipolis và Pydna, Athena đã chính thức trong tình trạng chiến tranh với người Macedonia. Năm 352 tr.CN, Demosthenes khắc họa Philippos như kẻ thù tồi tệ nhất của thành bang. Diễn văn của ông đã báo trước những đòn tấn công mạnh mẽ nhắm vào vị vua Macedonia những năm sau đó. Một năm sau ông chỉ trích những người xem thường Philippos như một nhân vật vặt vãnh và cảnh báo rằng ông ta cũng nguy hiểm như hoàng đế Ba Tư vậy.
Năm 352 tr.CN, quân đội Athena đã đánh thắng quân Macedonia ở Thermopylae, nhưng chiến thắng của Philippos trước người Phokis trong trận Cánh đồng Crocus đã làm Demosthenes chấn động. Năm 351 tr.CN, Demosthenes tự cảm thấy vị thế mình đủ mạnh để trình bày quan điểm liên quan tới vấn đề chính trị ngoại giao quan trọng nhất mà Athena đối mặt thời kì đó: thái độ thành bang ông nên giữ đối với Philippos. Theo Jacqueline de Romilly, nhà ngữ văn học, thành viên Viện Hàn lâm Pháp, mối đe dọa về Philippos đem lại cho những lập trường của Demosthenes một tiêu điểm và một lý do tồn tại (raison d'être). Demosthenes xem vị vua xứ Macedonia như nguy cơ cho nền tự trị của tất cả các thành bang Hy Lạp và tuy vậy mô tả Philippos như một con quái vật sinh ra từ chính sách đối ngoại Athena; trong "Philippic thứ nhất" ông nhắc nhở những đồng bào của mình như sau: "Ngay cả nếu có chuyện gì xảy ra với ông ta, các anh sẽ sớm dựng dậy một Philippos thứ hai [...]".
Chủ đề của "Philippic thứ nhất" (351-350 tr.CN) là sự chuẩn bị sẵn sàng và cải cách quỹ Theorika, một trụ cột trong chính sách của Euboulos. Trong lời kêu gọi kháng cự nồng nhiệt của mình, Demosthenes yêu cầu đồng bào ông có những hành động cần thiết và khẳng định rằng "đối với một nhân dân tự do không có sự cưỡng bách nào lớn hơn nỗi hổ thẹn về tư thế của họ". Ông đã đưa ra lần đầu tiên một kế hoạch và các khuyến nghị cụ thể cho chiến lược được thực thi chống lại Macedonia ở phương bắc. Một trong những điểm chính của kế hoạch là kêu gọi thành lập một lực lượng cơ động có thể xây dựng bằng một ngân sách ít ỏi với mỗi hoplite được trả chỉ 10 drachma (hay 2 obol) mỗi ngày, thấp hơn tiền công cho lao động chân tay trung bình ở Athena - nhấn mạnh rằng chiến sĩ sẽ cải thiện sự thiếu hụt lương bằng cướp bóc miền tham chiến.
Từ thời điểm đó cho đến 341 tr.CN, tất cả các diễn văn của Demosthenes liên hệ tới cùng một vấn đề: cuộc chiến chống Philippos. Năm 349 tr.CN, Philippos tấn công Olynthus, một đồng minh của Athena. Trong ba bài Olynthiacs, Demosthenes chỉ trích những người đồng hương đã thờ ơ và thúc giục thành bang mình giúp đỡ Olynthus. Ông cũng miệt thị Philippos, gọi ông ta là kẻ mọi rợ ("barbarian"). Bất chấp những cảnh báo của Demosthenes, người Athena vẫn không quan tâm tới việc ngăn chặn việc thành Olynthus thất thủ trước người Macedonia. Hầu như đồng thời, hẳn dưới sự khuyến khích của Euboulos, họ tham dự vào một cuộc chiến ở Euboea chống Phillipos mà cuối cùng kết thúc trong thế bế tắc.

#### Vụ Meidias (348 tr.CN)
Năm 384 tr.CN một sự kiện đặc biệt xảy ra: Meidias, một phú hộ Athena, đã tát Demosthenes một cách công khai. Lúc đó Demosthenes đang là choregos của Đại lễ Dionysia, một lễ hội tôn giáo lớn nhằm vinh danh thần Dionysos. Meidias là bạn của Euboulos và là người ủng hộ cuộc phiêu lưu quân sự bất thành ở Euboea. Ông này cũng là một kẻ thù cũ, từng đột nhập trái phép vào nhà Demosthenes nhằm chiếm đoạt tài sản của ông.
Demosthenes quyết định khởi kiện đối thủ, viết diễn văn Chống Meidias. Diễn văn này, được lưu lại tới nay, cung cấp những thông tin có giá trị về luật pháp Athena vào thời điểm đó, đặc biệt là quan niệm Hy Lạp cổ về tội ngạo mạn (hybris, có nghĩa rất rộng, từ hành hung tới cưỡng bức, cướp đồ thánh,...), từng được xem như một tội lỗi không chỉ chống lại thành bang mà chống cả toàn xã hội. Ông khẳng định rằng một nhà nước dân chủ sẽ diệt vong nếu nguyên tắc pháp quyền bị xói mòn bởi những kẻ trọc phú vô liêm sỉ, và rằng các công dân có được quyền lực và thẩm quyền trong mọi sự vụ quốc gia nhờ "vào sức mạnh của luật pháp". Các học giả hiện đại không nhất trí về việc liệu Demosthenes cuối cùng có phát biểu bài Chống Meidias hay không và liệu cáo buộc của Aeschines rằng Demosthenes đã nhận hối lộ để ngừng vụ kiện tụng có đáng tin cậy.

#### Hòa ước Philocrates (347-345 tr.CN)
Năm 348 tr.CN, Philippos chinh phục Olythus và san bằng nó, tiếp đó chinh phục hoàn toàn Chalcidice và các tất cả các thành bang trong liên minh Chalcidic mà Olynthus từng lãnh đạo. Trước sự đổ vỡ đó, Athena cầu hòa với Macedonia. Demosthenes nằm trong số những người tán thành thỏa hiệp. Năm 347 tr.CN, một phái đoàn Athena gồm Demosthenes, Aeschines và Philocrates, chính thức được gửi tới Pella để đàm phán hòa bình. Trong lần chạm trán đầu tiên với vua Macedonia, Demosthenes được cho là đã, lại theo Aeschines, suy sụp vì sợ hãi.
Đại hội nhân dân đã chính thức chấp nhận những điều khoản khắc nghiệt Philippos đưa ra, bao gồm sự từ bỏ tuyên bố của họ đối với Amphipolis. Tuy nhiên, khi một phái đoàn Athena tới Pella để yêu cầu Philippos tuyên thệ, điều cần thiết để hoàn tất hiệp ước, vị vua này lại đang chinh chiến ở nước ngoài. Ông trông đợi rằng mình sẽ nắm giữ an toàn bất kỳ tài sản Athena nào mà ông có thể chiếm đoạt trước khi phê chuẩn. Hết sức lo lắng vì sự trì hoãn, Demosthenes đòi sứ đoàn phải du hành tới địa điểm Philippos đóng quân tuy nhiên phái đoàn Athena, bao gồm cả chính ông, vẫn lưu lại Pella cho đến khi Philippos kết thúc thắng lợi chiến dịch ở Thrace.
Philippos tuyên thệ tuân theo hiệp ước, nhưng ông trì hoãn sự khởi hành của phái đoàn Athena, những người vẫn chưa nhận được lời tuyên thệ từ các đồng minh của Macedonia ở Thessalia và nơi khác. Cuối cùng, hòa ước đã được tuyên cáo ở Pherae, nơi Philippos hiện diện cùng phái đoàn Athena, sau khi ông hoàn thành những chuẩn bị quân sự để tiến về nam. Demosthenes đã kết tội các thành viên khác của phái đoàn bị mua chuộc và lập trường của họ làm lợi cho các kế hoạch của Phillipos. Ngay sau khi việc ký kết Hòa ước Philocrates hoàn thành, Philippos băng qua Thermolyae, chinh phục Phokis - Athena đã không nhúc nhích để giúp đỡ đồng minh của mình. Được Thebes và Thessalia trợ giúp, Macedonia kiểm soát phiếu bầu của Phokis ở trong Liên minh Amphictynonic, một tổ chức tôn giáo Hy Lạp thành lập để cung ứng cho các đền thờ nổi tiếng thờ Apollo và Demeter. Bất chấp sự bất mãn của một bộ phận các nhà lãnh đạo, Athena cuối cùng cũng chấp nhận sự tham gia của Macedonia vào Hội đồng Liên minh. Demosthenes nằm trong số những người tán thành cách tiếp cận thực dụng này, và ông đã khuyến khích lập trường này trong bài luận Về hòa bình của mình. Theo Edmund M. Burke, diễn văn này đánh dấu mốc một thời điểm chín muồi trong sự nghiệp của Demosthenes: sau chiến dịch thành công của Philippos năm 346 tr.CN, nhà chính khách Athena này nhận ra rằng; nếu ông muốn lãnh đạo thành phố chống lại Macedonia, ông phải "điều chỉnh giọng, trở nên bớt tính bè phái trong giọng điệu".

#### Philippic thứ hai và thứ ba (344–341 tr.CN)

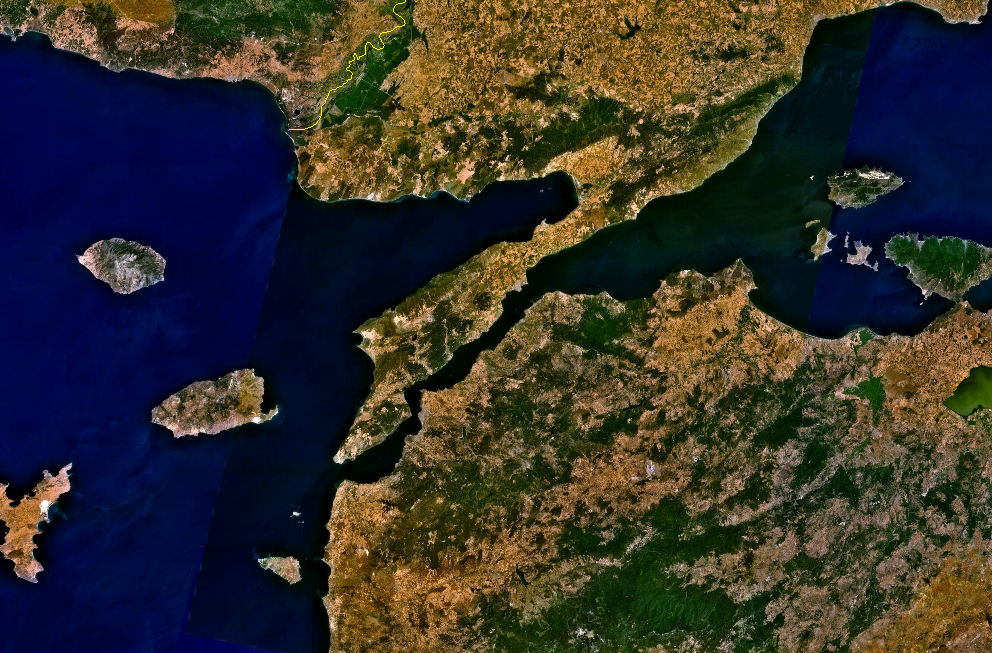
Ảnh vệ tinh của miền Chersonese thuộc Thrace và khu vực bao quanh. Chersonese đã từng là tâm điểm của một cuộc tranh chấp lãnh thổ gay gắt giữa Athena và Macedonia. Nó cuối cùng được nhượng cho Philippos vào năm 338 tr.CN.

Năm 344 tr.CN Demosthenes du hành tới bán đảo Peloponnese để tách càng nhiều càng tốt các thành bang ra khỏi ảnh hưởng của Macedonia. Tuy nhiên những nỗ lực của ông nhìn chung không thành công . Hầu hết những người miền Peloponnese xem Philippos như người bảo trợ nền tự do của họ và đã gửi một sứ đoàn chung tới Athena nhằm tỏ sự bất bình về các hành vi của Demosthenes . Đáp trả, Demosthenese đã đọc Philippic thứ hai, kịch liệt đả kích Philipos. Năm 343 tr.CN Demosthenes tiếp tục phát biểu bài Về sứ đoàn thất bại chống lại Aeschines, đẩy ông này tới nguy cơ bị kết tội phản quốc, chỉ thoát được với chênh lệch mong manh 30 phiếu trong cuộc bỏ phiếu của một bồi thẩm đoàn có thể đông tới 1501 người .
Năm 343 tr.CN, Philippos tiếp tục chinh phạt xứ Epirus vào năm sau đó là Thrace. Ông cũng đàm phán với người Athena về một chỉnh sửa cho Hòa ước Philocrates. Khi quân đội Macedonia băng qua Chersonese, nay là Bán đảo Gallipoli, một vị tướng Athena tên là Diopeithes đã cướp phá khu vực hàng hải của Thrace, do đó chọc giận Philippos. Rắc rối này khiến Đại hội nhân dân Athena phải triệu tập. Demosthenes đã đọc diễn văn Về Chersonese thuyết phục những người Athena không triệu hồi Diopeithes. Cũng năm 342 tr.CN, ông có bài diễn thuyết Philippic thứ ba, được xem như bài hùng biện chính trị xuất sắc nhất của ông. Sử dụng tất cả tài hùng biện của mình, ông yêu cầu hành động quyết liệt chống lại Philippos và kêu gọi một sự gắng sức tối đa từ người dân Athena. Ông nói với họ rằng "thà chết một ngàn lần còn hơn đi ve vãn Philippos". Demosthenes giờ đây làm chủ chính trường Athena và đủ khả năng làm suy yếu đáng kể phe thân Macedonia của Aeschines.

#### Trận Chaeronea (338 tr.CN)

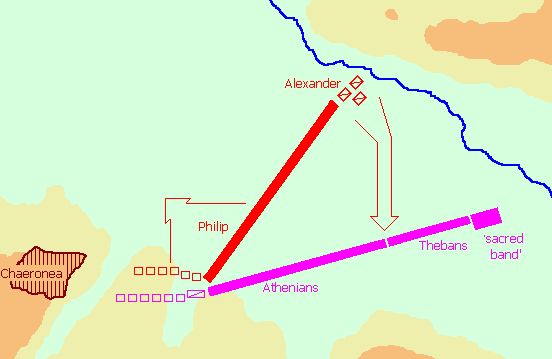
Sơ đồ trận Chaeronea Prins and Jona Lendering), diễn ra mùa thu năm 338 tr.CN, kết thúc bằng một chiến thắng quan trọng của Philippos, thiết lập quyền bá chủ của Macedonia trên các thành bang Hy Lạp.

Năm 341 tr.CN Demosthenes được phái tới Byzantium, nơi ông tìm cách làm mới lại mối đồng minh với Athena. Nhờ tài vận động ngoại giao của ông, Abydos cũng gia nhập liên minh này. Sự tiến triển này khiến Philippos lo ngại và khiến ông ta căm giận Demosthenes hơn nữa. Tuy nhiên Đại hội nhân dân Athena đã gạt ra một bên sự bất bình của Philippos đối với Demosthenes và bãi bỏ hòa ước; hành động như vậy trên thực tế không khác gì một lời tuyên chiến chính thức. Năm 339 tr.CN Philippos tiến hành nỗ lực cuối cùng và hiệu quả nhất để chinh phục miền Nam Hy Lạp, được hỗ trợ bởi lập trường Aeschines trong Hội đồng Amphictyonic. Tại một cuộc họp của Hội đồng, Philippos các buộc người Locris thành Amfissa đã xâm phạm đất thánh hiến. Chủ trì Hội đồng, một người Thessalia tên Cottyphos, đã đề xuất triệu tập một Đại hội Amphictyonic để quyết định một đòn trừng phạt người Locris. Aeschines đã đồng ý với đề xuất trên và khẳng định người Athena sẽ tham gia Đại hội. Nhưng Demosthenes đã đảo ngược ý kiến đó và cuối cùng Athena đã bỏ phiếu trắng. Sau sự thất bại của cuộc phiêu lưu quân sự thứ nhất chống Locris, phiên họp hè của Hội đồng đã trao quyền chỉ huy lực lượng liên minh cho Philippos, yêu cầu ông này lãnh đạo một cuộc viễn chinh thứ hai. Philip đã hành động rất nhanh chóng: trong mùa đông 339-338 tr.CN, ông băng qua Thermolyae, đột kích Amfissa và đánh bại những người Locris. Nhân đà đó năm 338 tr.CN Philippos dễ dàng tiến vào miền Phokis, rồi hành quân theo hướng đông nam xuống đồng bằng Cephissus, chiếm đóng Elateia, phục hồi các cứ điểm phòng thủ.
Cùng thời điểm đó, Athena đã thành công trong việc dàn xếp thành lập một liên minh với Euboea, Megara, Achaea, Corinth, Arcanania và các thành bang khác trong miền Peloponnese. Trong số đó Thebes là thành bang đáng khao khát nhất của Athena. Để đảm bảo mối liên minh, Demosthenes được phái tới thành bang miền Boeotia này; Philippos cũng gửi một phái đoàn, nhưng Demosthenes đã thành công hơn trong việc lôi kéo Thebes. Bài hùng biện của Demosthenes trước người dân thành Thebes nay đã thất lạc, do đó ngày nay người ta không biết được ông đã dùng những lý lẽ nào để thuyết phục người Thebes. Dù sao đi nữa, mối liên minh cũng có cái giá của nó: quyền thống trị của Thebes trên xứ Boetia được công nhận, Thebes chỉ huy duy nhất trên bộ và phối hợp trên biển, trong khi Athena đảm đương hai phần ba chi phí chiến tranh.
Trong khi người Athena và Thebes chuẩn bị chiến tranh, Philippos thử một lần cuối lung lạc kẻ thù, đề xuất một cách vô ích một hòa ước mới. Sau vài cuộc đụng độ lẻ tẻ giữa hai phía, trong đó Athena giành những thắng lợi nhỏ nhặt, một trận hội chiến lớn diễn ra ở một đồng bằng hẹp gần Chaeronea, nơi đội quân phương trận (phalanx) xứ Macedonia đã đập tan hoàn toàn liên quân Hy Lạp. Demosthenes đã chiến đấu trong lực lượng trọng binh (hoplite) nhưng sớm bỏ hàng ngũ tháo chạy. Quá căm ghét Demosthenes, theo Diodorus Siculus, Philippos đã chế nhạo sự bất hạnh của người chính khách Athena sau trận chiến. Tuy nhiên, một nhà hùng biện và chính trị gia Athena, Demades, được cho là đã nói: "Hỡi Đức Vua, khi Vận Mệnh (Fortune) đã xếp ngài vào vai Agamemnon, chẳng nhẽ ngài không xấu hổ vì đã hành xử như vai của Thersites?" (một tay lính tục tĩu trong bộ sử thi Illiad của Homer). Bị châm chích bởi những lời đó, Philippos xấu hổ và thay đổi ngay lập tức cách cư xử với kẻ bại trận.

### Những năm cuối đời

#### Đối đầu với Alexandros

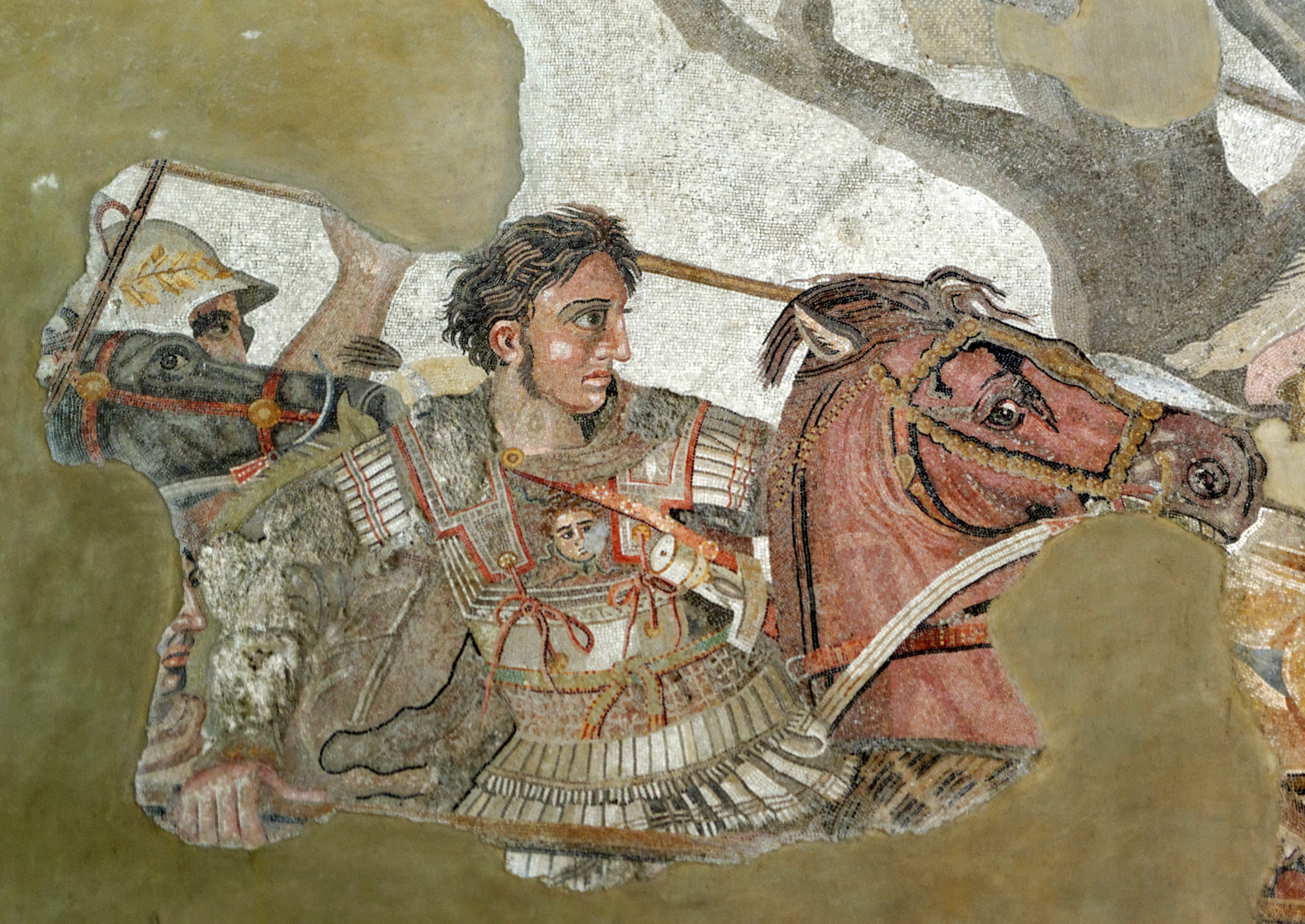
Tranh khảm Alexandros ở Pompeii, chép theo một bức sơn dầu Hy Lạp đã thất lạc. Những năm 336-335 tr.CN, vị vua Macedonia này đã đè bẹp bất kì nỗ lực kháng cự nào của các thành bang Hy Lạp và làm tiêu tan những hi vọng của Demosthenes về nền độc lập cho Athena.

Sau trận Chaeronea, Philippos áp đặt sự trừng phạt khắc nghiệt đối với Thebes, nhưng dàn xếp hòa bình với người Athena với những điều kiện rất khoan dung. Demosthenes khuyến khích việc gia cố thành trì của Athena và ông được Đại hội chọn để đọc văn tế các tử sĩ. Năm 337 tr.CN, Philippos lập ra Liên minh Corinth, một liên hiệp các thành bang Hy Lạp dưới sự lãnh đạo của mình, rồi trở lại Pella. Năm 336 tr.CN, Philippos bị ám sát trong đám cưới của con gái ông là Cleopatra của Macedonia với vua Alexander I của Epirus. Sau cái chết của Philippos, quân đội đưa Alexandros, mới hai mươi tuổi, đăng quang ngôi Vua Macedonia. Các thành bang Hy Lạp như Athena và Thebes nhìn thấy trong sự thay đổi lãnh đạo này một cơ hội để lấy lại nền độc lập. Demosthenes ăn mừng vụ ám sát Philippos và đóng vai trò lãnh đạo trong cuộc nổi dậy của thành bang. Theo Aeschines, "dù khi đó chỉ 7 ngày sau cái chết của con gái, và bất chấp các thủ tục tang lễ chưa hoàn thành, ông ta đã đặt vòng hoa lên đầu, khoác lên mình chiếc áo trắng, và ông ta còn bày tỏ sự cảm tạ thần linh, điều vi phạm mọi phép cư xử". Demosthenes cũng gửi sứ giả tới tướng Attalus, người ông cho là một đối thủ nội bộ của Alexandros. Tuy nhiên, Alexandros đã hành quân nhanh chóng tới Thebes, thành bang này sớm quy phục ngay khi ông xuất hiện trước cổng thành. Khi biết rằng Alexandros đã tới Boetia, người Athena hoảng hốt và cầu xin vị tân vương thương xót. Alexandros đã đe dọa nhưng không áp dụng biện pháp trừng phạt nào.
Năm 335 tr.CN Alexandros cảm thấy rảnh tay ở mạn Nam để đánh nhau với người Thracia và người Illyria, nhưng khi vị vua trẻ hành quân về phương Bắc, Demosthenes đã lan truyền một tin đồn bịa đặt rằng Alexandros và toàn bộ lực lượng viễn chinh đã bị người Triballia giết (thậm chí ông sử dụng một người đóng một chiến binh đầm đìa máu thề rằng đã tận mắt chứng kiến Alexanderos chết). Người Thebes và Athena lại nổi dậy một lần nữa, nhận sự hỗ trợ tài chính từ nhà vua Ba Tư Darius III, và Demosthenes được cho là đã tiếp nhận khoảng 300 talent về phần của Athena và bị cáo buộc về tội biển thủ. Alexandros đã phản ứng ngay lập tức, đem quân san bằng thành Thebes. Ông không tấn công Athena, nhưng đòi phải lưu đày tất cả các chính trị gia chống Macedonia, mà Demosthenes đứng hàng đầu. Theo Plutarchus, một sứ đoàn đặc biệt của Athena do Phocion, một người thân Macedonia cầm đầu, đã nỗ lực thuyết phục Alexandros dịu lại.

#### Diễn văn "Về vương miện"
Bất chấp những kế hoạch mạo hiểm chống Macedonia bất thành, người Athena vẫn kính trọng Demosthenes. Năm 336 tr.CN, nhà hùng biện Ctesiphon đề xuất rằng Athena cần vinh danh Demosthenes cho sự cống hiến đối với thành bang bằng việc trao cho ông một vương miện vàng như theo phong tục. Đề nghị này đã trở thành một vấn đề chính trị và năm 330 tr.CN, Aeschines khởi kiện Ctesiphon là trái lễ giáo. Trong bài diễn văn lừng lẫy nhất của mình, "Về Vương miện", Demosthenes đã bảo vệ thành công Ctesiphon và đả kích mãnh liệt những người muốn cầu hòa với Macedonia. Ông tỏ ra không hối hận về những hành động trong quá khứ và nhấn mạnh rằng, khi nắm quyền, mục đích không đổi của mọi chính sách ông đề xướng là danh dự và uy thế cho tổ quốc; và trong mỗi cơ hội và mỗi sự vụ ông đã gìn giữ lòng trung thành đối với Athena. Ông cuối cùng đã đánh bại Aeschines (buộc ông này phải rời Athena và chết ở nước ngoài) mặc dù đứng từ góc độ pháp lý, những sự phản đối của kẻ thù ông về việc trao vương miện là có căn cứ.

#### Vụ Harpalos và cái chết
Khoảng năm 324 tr.CN, Harpalos, người được Alexander ủy thác những kho báu khổng lồ, đã bỏ trốn và tìm kiếm nơi ẩn náu ở Athena. Đại hội nhân dân ban đầu từ chối yêu cầu xin tị nạn, theo lời khuyên của Demosthenes, nhưng cuối cùng Harpalos vào Athena, và bị bắt giam sau một đề xuất của Demosthenes và Phocion, bất chấp sự bất bình của Hypereides, một chính khách chống Macedonia và là đồng minh cũ của Demosthenes. Thêm vào đó, Đại hội còn quyết định nắm lấy số tiền của Harpalos, ủy thác cho một ủy ban do Demosthenes chủ trì. Khi ủy ban kiểm kê kho báu, người ta nhận thấy chỉ có một nửa so với những gì Harpalos tuyên bố. Tuy nhiên, họ đã quyết định không tiết lộ số thâm hụt. Khi Harpalos trốn thoát, Tòa Thượng thẩm (Areopagus) đã mở một cuộc điều tra và kết tội Demosthenes đã quản lý tồi 20 talent. Trong phiên xử, Hypereides lập luận rằng Demosthenes đã không công bố khoản thất thoát khổng lồ vì đã nhận hối lộ của Harpalos. Demosthenes bị phạt và bị giam cầm, nhưng ông sớm thoát được. Hiện vẫn còn không rõ những cáo buộc trên Demosthenes có căn cứ hay không. Dù sao, người Athena đã sớm bãi bỏ bản án.
Sau cái chết của Alexandros năm 323 tr.CN, Demosthenes lại một lần nữa kêu gọi người Athena tìm lại nền độc lập trong một cuộc chiến nay được biết đến dưới tên Chiến tranh Lamia. Tuy nhiên, Antipatros, người kế thừa ngôi vị của Alexandros ở Macedonia và Hy Lạp, đã đánh bại họ cả trên bộ lẫn trên biển trong các trận Lamia, Amorgos và Crannon. Antipatros đòi người Athena giao nộp Demosthenes và Hypereidies cùng một số người khác. Đại hội nhân dân đã thông qua một nghị quyết kết án tử hình những người khích động chống Macedonia quan trọng nhất. Demosthenes trốn tới một tu viện trên đảo Calauria (ngày nay là Poros), nhưng cuối cùng nơi ẩn nấp này bị Archias, một tay chân của Antipatros, khám phá ra. Demosthenes quyết định tự tử trước khi bị bắt, bằng cách giả vờ viết một lá thư cho gia đình và lấy thuốc độc từ một ống sậy. Khi Demosthenes cảm thấy thuốc độc đã ngấm vào cơ thể, ông nói với Archias: "Giờ, ngay khi ngươi muốn, ngươi có thể bắt đầu vai Creon trong bi kịch [Creon, nhiếp chính thành Thebes trong thần thoại, đã để xác anh mình là Polynices trên chiến trường không cho chôn cất], và phơi xác ta không chôn cất. Nhưng, hỡi Neptune nhân từ, tôi, về phần mình, khi hãy còn sống, trỗi dậy và ra khỏi nơi thiêng liêng này, mặc dù Antipatros và những người Macedonia không để lại gì hơn ngoài ngôi đền của người không vấy bẩn". Nói xong, ông đi qua bàn thờ, ngã xuống và qua đời. Nhiều năm sau cuộc tự vẫn đó, những người Athena đã khánh thành một tượng đài để vinh danh ông và quyết định chu cấp thức ăn cho hậu duệ của ông ở Prytaneum.

## Đánh giá

### Sự nghiệp chính trị
Plutarchus ca ngợi Demosthenes vì không phải là người hoạt đầu chính trị. Bác bỏ sử gia Theopompus, tác giả "Tiểu sử song hành" khẳng định rằng đối với "cùng đảng phái và vị trí trong chính trường mà ông nắm giữ từ lúc khởi đầu, với chúng ông đã kiên định đến phút cuối; và lúc đến mức phải rời bỏ chúng khi còn sống, ông chọn từ bỏ cuộc đời hơn là mục đích của mình". Mặt khác, Polybius, một sử gia Hy Lạp miền Địa Trung Hải, đã phê phán nghiêm khắc chính sách của Demosthenes. Polybius buộc tội ông đã tung ra những đòn công kích ngôn từ phi lý vào vĩ nhân của các thành bang khác, xếp họ một cách bất công vào hạng phản bội đối với Hy Lạp. Sử gia này khẳng định rằng Demosthenes đã cân đo mọi thứ theo lợi ích của thành bang của ông, tưởng tượng rằng mọi người Hy Lạp phải dồn mắt họ về Athena. Theo Polybius, điều duy nhất mà những người Athena cuối cùng nhận được từ sự đối đầu với Philippos là sự thảm bại ở Chaeronea. "Và nếu như không vì tấm lòng cao thượng của nhà vua và sự cân nhắc tới thanh danh của ông, nỗi bất hạnh của họ [những người Athena] còn tồi tệ hơn nữa, do bởi chính sách của Demosthenes".
Paparrigopoulos ca ngợi lòng yêu nước của Demosthenes, nhưng chỉ trích ông đã thiển cận. Theo lời phê bình này, Demosthenes đáng lẽ phải hiểu rằng các thành bang cổ Hy Lạp chỉ có thể thống nhất dưới sự lãnh đạo của Macedonia. Do đó, Demosthenes bị buộc tội đánh giá sai các sự kiện, các đối thủ lẫn những cơ hội và không thể tiên liệu thắng lợi vốn không thể tránh khỏi của Philippos. Ông bị lên án vì đã đánh giá quá cao năng lực hồi sinh của Athena và cũng như khả năng thách thức người Macedonia. Thành bang của ông đã mất hầu hết các đồng minh miền biển Aegea, trong khi Philippos đã củng cố sự cai trị trên khắp xứ Macedonia và làm chủ những nguồn lợi khai khoáng khổng lồ. Chris Carey, giáo sư về Hy Lạp học ở Đại học London, kết luận rằng Demosthenes là một nhà hùng biện và hoạt động chính trị tốt hơn là một nhà chiến lược. Tuy nhiên, cũng học giả này đánh giá thấp những người "thực dụng" như Aeschines hay Phocion vì đã không có tầm nhìn truyền cảm để đối địch với Demosthenes. Nhà hùng biện đã yêu cầu người Athena chọn lựa điều gì là công bằng và vinh dự, trước sự an toàn và bảo tồn bản thân họ. Dân chúng ưa chuộng chủ nghĩa tích cực của Demosthenes và ngay cả trận thua cay đắng ở Chaeronea được xem như một cái giá đáng trả trong nỗ lực duy trì nền tự do và ảnh hưởng của tổ quốc. Theo giáo sư Hy Lạp học Arthur Wallace Pickarde, thành công là một tiêu chuẩn tồi để đánh giá hành động của những con người như Demosthenes, được thúc đẩy bởi lý tưởng tự do chính trị. Athena bị Philippos đòi phải hi sinh nền tự do và dân chủ của nó, trong khi Demosthenes mong mỏi sự huy hoàng cho thành phố. Ông đã nỗ lực phục hồi các giá trị bị đe dọa của nó và do đó, trở thành một "nhà giáo dục nhân dân" (theo lời của Werner Jaeger).
Sự kiện rằng ông đã chiến đấu trong trận Chaeronea như một hoplite chứng tỏ ông thiếu bất kỳ khả năng cầm quân nào. Theo nhà sử học Thomas Babington Macaulay, ở thời đại ông sự phân chia giữa các chức vụ chính trị và quân sự trở nên rõ rệt. Hầu như không chính trị gia nào, trừ một ngoại lệ là Phocion, cùng lúc vừa là nhà hùng biện xuất sắc vừa là vị tướng có năng lực. Demosthenes giải quyết các chính sách và tư tưởng, chiến tranh không phải sự vụ của ông. Sự tương phản này giữa năng lực trí tuệ và sự thiếu sót xét về sức lực, khả năng chịu đựng, năng lực quân sự và tầm nhìn chiến lược ở Demosthenes được minh họa bởi câu chữ mà đồng bào ông khắc trên đế tượng đài dành cho ông:
| “ | Giá như Hy Lạp mạnh mẽ, như thể ngài khôn ngoan, Người Macedonia đã chẳng khuất phục được nó | ” |

### Năng lực hùng biện

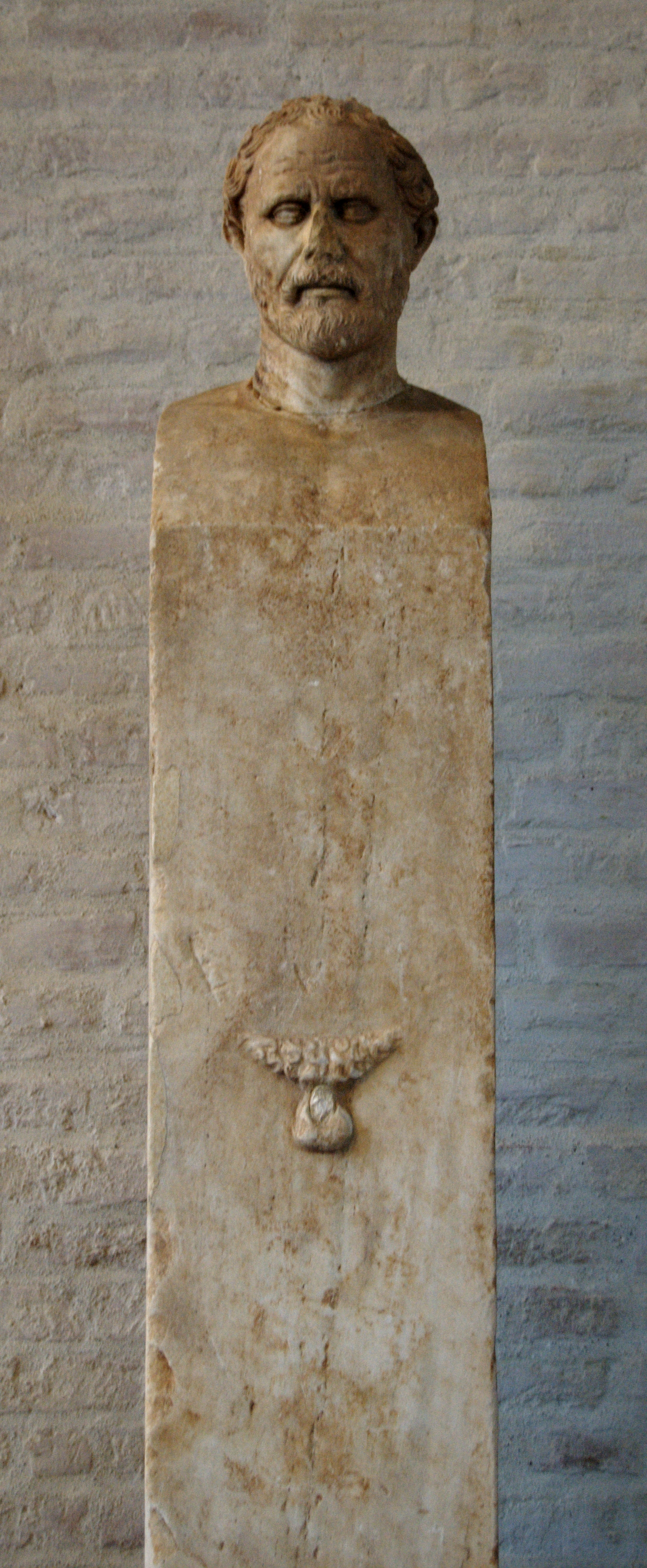
Trụ đá Demosthenes: phần đầu là bản chép từ tượng đài tưởng niệm bằng đồng ở quảng trường Athena bởi Polyeuctus (khoảng 280 tr.CN); trụ đá này tìm thấy ở trường du hí Maxentius năm 1825 (Glyptothek, Munich).

Trong các bài hùng biện tư pháp ban đầu của Demosthenes, người ta dễ tìm thấy ảnh hưởng của cả Lysias và Isaios, nhưng phong cách độc đáo, ấn tượng của ông đã bộc lộ. Hầu hết các diễn văn còn tồn tại về các vụ việc cá nhân - được ông viết từ hồi đầu sự nghiệp - cho thấy cái nhìn thoáng qua về thiên tài: một nỗ lực trí tuệ mạnh mẽ, sự khẳng định bậc thầy về công lý trong vụ việc, tất cả đảm bảo ưu thế của ông so với đối thủ. Tuy nhiên, ở giai đoạn đầu này, các bài viết của ông vẫn chưa đáng chú ý về sự tinh tế, sự chính xác về ngôn từ và sự đa dạng các biện pháp tu từ.
Theo Dionysios của Halikarnassós, một sử gia và thầy dạy tu từ Hy Lạp, Demosthenes đại diện cho chặng cuối cùng trong sự phát triển của văn xuôi Hy Lạp. Cả Dionysios và Cicero khẳng định rằng Demosthenes đã mang lại những đặc điểm tuyệt vời nhất của những dạng văn phong cơ bản; ông đã sử dụng văn phong thông thường (middle style, phân biệt với grand style là văn phong trang trọng và plain style là văn phong giản dị) và áp dụng văn phong cổ đại và văn phong thanh tao theo cách chúng kết hợp vừa vặn với nhau. Trong mỗi dạng văn phong trên ông đều xuất sắc hơn những bậc thầy của chúng. Bởi thế ông được xem như một nhà hùng biện hoàn bị, thích hợp với mọi kĩ thuật hùng biện, hòa trộn chúng trong tác phẩm của mình.
Theo học giả về cổ điển Harry Thurston Peck, Demosthenes "không sử dụng học vấn nào; ông không nhằm vào sự tao nhã nào; ông không tìm kiếm sự trang hoàng lòe loẹt nào; ông hiếm khi gây cảm động bằng một lời cầu khẩn mủi lòng hay yếu đuối, và khi ông làm thế, nó chỉ tới khán giả với một hiệu quả mà một diễn giả hạng ba có thể vượt mặt ông. Ông không thể hiện tài trí, óc hài hước hay sự hoạt bát theo cách chúng ta chấp nhận những khái niệm này. Bí mật trong quyền năng của ông đơn giản, nó chủ yếu nằm trong sự thật là những nguyên tắc chính trị của ông hòa trộn với chính tinh thần ông". Trong nhận định này, Peck đồng ý với Jaeger, người nói rằng các quyết định chính trị thấm đẫm diễn văn của Demosthenes với một quyền năng nghệ thuật mê hoặc. Về phần mình, George A. Kennedy tin rằng các diễn văn chính trị tại Đại hội của ông đã trở thành sự trình bày có tính nghệ thuật các quan điểm chặt chẽ.
Demosthenes đã tỏ ra xuất chúng trong việc kết hợp các câu cộc với những câu văn dài, giữa sự ngắn gọn và sự phóng khoáng. Do đó, văn phong của ông hài hòa với sự kiên định nhiệt thành của ông. Ngôn ngữ của ông đơn giản và tự nhiên, không bao giờ gượng gạo hay giả tạo. Theo Jebb, Demosthenes là một nghệ sĩ thực thụ, có thể làm nghệ thuật tuân lời mình. Trong khi đó Aeschines bêu xấu sự xúc cảm mãnh liệt của ông, gán cho ông có những chuỗi ngu xuẫn và hình ảnh thiếu mạch lạc . Dionysios khẳng định rằng thiếu sót duy nhất của Demosthenes là sự thiếu tính hài hước, tuy nhiên Quintilian lại xem sự khiếm khuyết này như một đức hạnh. Trong một bức thư ngày nay đã mất, Cicero dù là một người hâm mộ nhiệt thành nhà hùng biện Athena, nói rằng đôi lần Demosthenes mắc sơ suất, và ở nơi khác Cicero cũng lập luận rằng, mặc dù ông xuất chúng, Demosthenes đôi khi cũng không thể thuyết phục thính giả của mình. Tuy nhiên, chỉ trích chính về nghệ thuật của Demosthenes dường như hạn chế chủ yếu ở sự ngoan cố nổi tiếng của ông về chuyện nói ứng khẩu; ông thường từ chối bình luận về những chủ đề mà ông không chuẩn bị trước. Mặt khác, ông đã đem lại sự chuẩn bị công phu nhất cho tất cả các diễn văn của ông và, do đó, các lập luận của ông là sản phẩm của sự nghiên cứu kĩ lưỡng. Ông cũng nổi tiếng về sự óc châm biếm sâu cay.
Bên cạnh văn phong, Cicero cũng ngưỡng mộ những khía cạnh khác trong các tác phẩm của Demosthenes, như nhịp văn hay, và cách ông tổ chức và sắp xếp các chất liệu cho bài hùng biện. Theo nhà chính khách La Mã này, Demosthenes coi "sự trình bày" (bao gồm cử chỉ, giọng nói, vân vân) là quan trọng hơn văn thể. Mặc dù ông không có giọng hấp dẫn của Aeschines hay kĩ năng ứng khẩu như Demades, ông đã sử dụng hiệu quả cơ thể để nêu bật lời mình. Nhờ đó ông có thể tung ra ý tưởng và lập luận của mình sinh động hơn nhiều. Tuy nhiên, việc dùng các cử chỉ cơ thể không phải là một phần cốt yếu hoặc đã phát triển của việc đào tạo môn tu từ trong thời đại ông. Hơn nữa, sự trình bày của ông không phải được tất cả mọi người thời cổ chấp nhận: Demetrius Phalereus và các nhà hài kịch chế giễu "điệu bộ sân khấu" của Demosthenes, trong khi Aeschines xem Leodamas của Archanae xuất sắc hơn ông.

## Di sản về tu từ

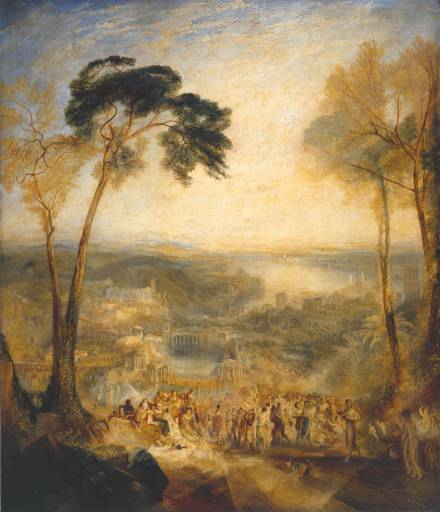
Phryne tới nhà tắm công cộng như Venus và Demosthenes bị Aeschines chế nhạo, tranh của J. M. W. Turner (1838).

Danh tiếng của Demosthenes tiếp tục lưu truyền qua các thời đại. Các tác giả và học giả sống dưới thời La Mã, như Loginus và Caecilius, xem thuật hùng biện của ông như một sự siêu phàm. Juvenal gọi ông là "largus et exundans ingenii fons" (suối nguồn thiên tài lớn lao và chan chứa). Ông gợi cảm hứng cho những diễn văn chống Marcus Atonius cũng được gọi là Philippicae (về sau từ philippic trở thành một danh từ chỉ chung các diễn văn đả kích hay sự đả kích trong tiếng Anh và một số ngôn ngữ). Theo giáo sư về cổ điển Cecil Wooten, Cicero chấm dứt sự nghiệp theo cách bắt chước vai trò chính trị của Demosthenes. Trong "Cuộc đời của Demosthenes", Plutarchus cũng tỏ ra chú ý tới những nét tương đồng rõ rệt giữa nhân cách và sự nghiệp của Demosthenes và Marcus Tullius Cicero:
| “ | Quyền năng thần thánh ngay từ đầu dường như đã ấn định Demosthenes và Cicero vào cùng một phác thảo, cho họ nhiều sự tương đồng trong bản tính, trong niềm đam mê khác biệt và tình yêu tự do trong cuộc đời công, cũng như sự thiếu dũng khí trong nguy nan và chiến tranh, và cùng lúc cũng thêm vào nhiều sự giống nhau tình cờ. Tôi nghĩa khó thể có tìm thấy hai nhà hùng biện khác, khởi đầu bé nhỏ và vô danh, trở lên vĩ đại và quyền lực; cả hai thách thức các vị vua và bạo chúa; cả hai mất con gái, bị đuổi khỏi tổ quốc, và trở về trong danh dự; họ cất cánh một lần nữa, bị bắt bởi kẻ thù, và cuối cùng kết thúc cuộc đời cùng với tự do của đồng bào họ. | ” |

Trong thời Trung Cổ và Phục Hưng, Demosthenes nổi danh vì tài hùng biện. Ông được đọc nhiều hơn bất kì nhà hùng biện cổ đại nào khác; chỉ Cicero mới có thể cạnh tranh phần nào. Tác giả và luật sư Pháp Guillaume du Vair ca ngợi các diễn văn của ông về sự sắp xếp nghệ thuật và phong cách tao nhã; John Jewel, giám mục Salisbury và Jacques Amyot, một nhà văn và dịch giả Phục Hưng Pháp, xem Demosthenes là một nhà hùng biện vĩ đại, thậm chí "tột cùng". Đối với Thomas Wilson, người đầu tiên xuất bản các diễn văn của ông sang tiếng Anh, Demosthenes không phải chỉ là một nhà hùng biện, mà chủ yếu là một chính khách quyền lực, "một nguồn trí tuệ".
Trong lịch sử hiện đại, các nhà hùng biện như Henry Clay từng bắt chước các kĩ thuật của Demosthenes. Các tư tưởng và nguyên tắc của ông vẫn tồn tại, ảnh hưởng đến những chính trị gia và phong trào nổi bật trong thời đại chúng ta. Theo đó, ông tạo nên một nguồn cảm hứng cho các tác giả của báo Người Liên bang (sê-ri gồm 85 bài biện hộ cho sự phê chuẩn Hiến pháp Hoa Kỳ) cũng như những nhà diễn thuyết chính của Cách mạng Pháp. Thủ tướng Pháp Georges Clemenceau nằm trong số những người lý tưởng hóa Demosthenes và viết một cuốn sách về ông. Về phần mình, Friedrich Nietzsche thường viết các câu văn theo hệ hình của Demosthenes, người mà văn phong khiến ông ngưỡng mộ.

## Công trình và sự truyền bá
Việc "xuất bản" và phân phối các văn bản văn xuôi là phổ biến ở Athena từ nửa sau thế kỷ thứ 4 tr.CN và Demosthenes nằm trong số các chính trị gia Athena lập nên khuynh hướng này, cho ấn bản rất nhiều thậm chí tất cả các bài hùng biện của ông. Sau cái chết của ông, các tài liệu chép diễn văn này tồn tại ở Athena (có thể đã nằm trong thư viện một người bạn của Cicero, Atticus, mặc dù số phận của chúng về sau không rõ), và trong Thư viện Alexandria. Tuy nhiên, các diễn văn mà Demosthenes "xuất bản" có thể đã khác với diễn văn gốc được trình bày trên thực tế (có những căn cứ cho thấy rằng ông đã viết lại chúng) và do đó cũng có thể là ông đã "xuất bản" những phiên bản khác nhau của một bài diễn văn, sự khác biệt có thể ảnh hưởng lên bản ở Alexandria về các công trình của ông và do đó lên tất cả những phiên bản về sau cho tới tận ngày nay.
Các tư liệu ở Alexandria được hợp nhất vào tàng thư văn học Hy Lạp cổ điển được bảo tồn, phân loại và nghiên cứu bởi các học giả của thời kì Hy Lạp hóa. Từ đó tới thế kỷ 4, các bản chép những bài hùng biện của ông nhân lên và nhờ vậy chúng được bảo tồn tương đối tốt so với nhiều tư liệu khác trong thời kì gay go từ thế kỷ 6 tới thế kỷ 9. Cho đến ngày nay vẫn còn 61 bài hùng biện được cho là của Demosthenes tồn tại, được gọi là "di cảo Demosthenes" (Demosthenic corpus; tuy nhiên một số dường như là mạo danh). Friedrich Blass, một học giả cổ điển Đức, tin rằng còn có 9 diễn văn nữa được ghi chép bởi nhà hùng biện, nhưng chúng đã thất lạc. Các ấn bản hiện đại của các diễn văn này dựa trên bản chép tay của thế kỷ thứ 10 và 11 s.CN.
Một số diễn văn nằm trong "di cảo Demosthenes" được cho là được viết bởi các tác giả khác, mặc dù các học giả vẫn tranh cãi chúng đích xác là những diễn văn nào. Không xét đến tác giả đích thực, các diễn văn quy cho Demosthenes thường được chia làm ba nhóm, được xác định đầu tiên bởi Aristoteles:
- Symbouleutic hay chính trị, xem xét tính thiết thực của các hành động tương lai, gồm 16 bài hùng biện;
- Dicanic hay tư pháp, đánh giá tính công bằng của các hành động quá khứ, chỉ khoảng 10 bài trong số đó là các vụ kiện mà Demosthenes tham gia với tư cách bản thân, số còn lại được viết cho những diễn giả khác[193];
- Epideictic hay trình bày ngụy biện, liên quan tới việc ca ngợi hay lên án, thường được diễn thuyết trong các buổi lễ công cộng - chỉ gồm hai diễn văn nằm trong di cảo Demosthenes, một là bài văn tế đã bị gạt bỏ như ví dụ "tương đối tồi" về công trình của ông, và một bài nhiều khả năng là giả mạo[194].

Bên cạnh các diễn văn, còn có 56 lời mở đầu cho các diễn văn (prologue). Callimachus, người tin rằng chúng là thực, đã thu thập chúng cho thư viện Alexandria bởi. Các học giả hiện đại bị chia rẽ: một số phủ nhận chúng, số khác, như Blass, tin rằng chúng đúng là của Demosthenes. Cuối cùng, 6 bức thư cũng tồn tại dưới tên Demosthenes và vấn đề tác giả của chúng cũng bị tranh cãi gay gắt.

## Trích dẫn
1. ↑  Murphy, James J. Demosthenes. Lưu trữ bản gốc ngày 4 tháng 8 năm 2016. {{Chú thích sách}}: Đã bỏ qua |work= (trợ giúp)
2. ↑  Longinus, On the Sublime, 34.4
3. ↑  Cicero, Brutus, 35
4. ↑  Quintillian, Institutiones, X, 1, 6 and 76
5. ↑  H. Weil,Biography of Demosthenes, 5–6
6. 1 2  Aeschines, Against Ctesiphon
7. 1 2 3 4  H. T. Peck, Dictionary of Classical Antiquities
8. ↑  Aeschines, Against Ctesiphon
9. ↑  E. Cohen,The Athenian Nation, 76
10. ↑  E. Cohen, The Athenian Nation, 76; "Demosthenes". Encyclopaedia The Helios. 1952.
11. ↑  E.M. Burke, The Looting of the Estates of the Elder Demosthenes, 63
12. ↑  D. Braund, "The Bosporan Kings and Classical Athens", 200
13. ↑  O. Thomsen, The Looting of the Estate of the Elder Demosthenes, 61
14. ↑  Demosthenes, Against Aphobus 1
15. 1 2  "Demosthenes". Encyclopaedia The Helios. 1952.
16. ↑  Demosthenes, Against Aphobus 1
17. ↑  Demosthenes, Against Aphobus 3
18. ↑  K. Tsatsos,Demosthenes, 86
19. ↑  F. Nietzsche, Lessons of Rhetoric, 65
20. ↑  Pseudo-Plutarch, Demosthenes, 847c
21. ↑  Aeschines,Against Ctesiphon
22. 1 2  Aeschines, Against Ctesiphon, 77.
23. ↑  Aeschines, Against Ctesiphon
24. ↑  Athenaeus,Deipnosophistae, XIII,
* C.A. Cox, Household Interests, 202
25. ↑  Aeschines,On the Embassy, 148–150, 165–166
26. ↑  Aeschines, On the Embassy,, 
* A.W. Pickard, Demosthenes and the Last Days of Greek Freedom, 15
27. ↑  Plutarch, Demosthenes
28. ↑  D.M. MacDowell, Demosthenes the Orator, ch. 3 (passim); "Demosthenes". Encyclopaedia The Helios. 1952.
29. ↑  Plutarch, Demosthenes
30. ↑  F. Nietzsche, Lessons of Rhetoric, 233–235
31. 1 2  K. Paparregopoulus, Ab, 396–398
32. ↑  Plutarch, Demosthenes
33. ↑  Lucian,Demosthenes, An Encomium, 12
34. ↑  Suda, article
35. ↑  Cicero, Brutus,; Quintilian, Institutiones, XII, 2.
36. ↑  K. Tsatsos, Demosthenes, 84; H. Weil, Biography of Demosthenes, 10–11
37. 1 2 3 4 5  R. C. Jebb,The Attic Orators from Antiphon to Isaeos
38. ↑  Plutarch, Demosthenes
39. ↑  Suda, article
40. ↑  K. Tsatsos, Demosthenes, 83
41. ↑  Lucian, The Illiterate Book-Fancier, 4
42. ↑  H. Weil, Biography of Demothenes, 10–11
43. 1 2  Plutarch, Demosthenes
44. ↑  Plutarch, Demosthenes
45. ↑  Plutarch, Demosthenes
46. ↑  H. Yunis, Demosthenes: On the Crown, 211, note 180
47. ↑  Plutarch, Demosthenes,
* D. Hawhee, Bodily Arts, 156
48. ↑  Plutarch, Demosthenes,
* M.L. Rose, The Staff of Oedipus, 57
49. ↑  H. Yunis, Demosthenes: On the Crown, 211 (note 180)
50. ↑  Plutarch, Demosthenes
51. ↑  Aeschines, Against Timarchus
52. ↑  Aeschines, The Speech on the Embassy
53. ↑  Plutarch,Demosthenes
54. ↑  Cicero, De Oratore, 3.
* G. Kennedy, "Oratory", 517–18
55. 1 2  E. Badian, "The Road to Prominence", 16
56. ↑  "Demosthenes". Encyclopaedia Britannica. 2002.; K. Tsatsos, Demosthenes, 90; H. Weil, Biography of Demothenes, 17
57. ↑  Demosthenes, Against Zenothemis,
* G. Kennedy, Greek Literature, 514
58. ↑  G. Kennedy, "Oratory", 498–500
* H. Yunis, Demosthenes: On The Crown, 263 (note 275)
59. ↑  J Vince, Demosthenes Orations, Intro. xii
60. ↑  Aeschines, The Speech on the Embassy
61. ↑  Plutarch,Demosthenes, 15
62. ↑  G. Kennedy, "Oratory", 516
63. ↑  A.W. Pickard, Demosthenes and the Last Days of Greek Freedom, xiv-xv
64. ↑  Packard Humanities Institute, IGΠ2 1612.301-10 Lưu trữ ngày 23 tháng 8 năm 2013 tại Archive-It
* H. Yunis,Demosthenes: On the Crown, 167
65. 1 2  S. Usher, Greek Oratory, 226
66. ↑  E.M. Burke, "The Early Political Speeches of Demosthenes", 177–178
67. ↑  E. Badian, "The Road to Prominence", 29–30
68. 1 2 3  J. De Romilly, A Short History of Greek Literature, 116–117
69. ↑  D.M. MacDowell, Demosthenes the Orator, ch. 7 (pr.)
70. ↑  E.M. Harris, "Demosthenes' Speech against Meidias", 117–118; J.H. Vince, Demosthenes Orations, I, Intro. xii; N. Worman, "Insult and Oral Excess", 1–2
71. ↑  H. Yunis, Demosthenes: On The Crown, 9, 22
72. ↑  H. Yunis, Demosthenes: On The Crown, 187
73. ↑  K. Tsatsos, Demosthenes, 88
74. ↑  E.M. Burke, "The Early Political Speeches of Demosthenes", 174–175
75. ↑  E.M. Burke, "The Early Political Speeches of Demosthenes", 180–183
76. ↑  E.M. Burke, "The Early Political Speeches of Demosthenes", 180, 183 (note 91); T.N. Habinek, Ancient Rhetoric and Oratory, 21; D. Phillips, Athenian Political Oratory, 72
77. ↑  E. Badian, "The Road to Prominence", 36
78. ↑  E.M. Burke, "The Early Political Speeches of Demosthenes", 181–182
79. ↑  M.H. Hansen, The Athenian Democracy, 177
80. ↑  D. Phillips, Athenian Political Oratory, 69
81. ↑  Demosthenes, Against Aristocrates
82. ↑  Demosthenes, For the Liberty of the Rhodians, 24
83. ↑  Demosthenes, First Philippic,17; On the False Embassy, 319
* E.M. Burke, "The Early Political Speeches of Demosthenes", 184 (note 92)
84. ↑  Demosthenes, First Philippic, 11
* G. Kennedy, "Oratory", 519–520
85. ↑  Demosthenes,First Philippic, 10
86. ↑  E.M. Burke, "The Early Political Speeches of Demosthenes", 183–184
87. ↑  First Philippic 28, cited by J. H. Vince, p. 84-5 notea.
88. ↑  Demosthenes, Second Olynthiac, 3
89. ↑  Demosthenes, First Olynthiac,3
90. ↑  Demosthenes,Third Olynthiac, 16 và 24; Demosthenes, Third Philippic, 31
* D.M. MacDowell, Demosthenes the Orator, ch. 13; I. Worthington, Alexander the Great, 21
91. ↑  D.M. MacDowell,Demosthenes the Orator, ch. 13
* K. Tsatsos,Demosthenes, 258
92. ↑  J.H. Vince, Demosthenes I, 242-43
93. ↑  Demosthenes, On the Peace, 5
* E.M. Burke, "The Early Political Speeches of Demosthenes", 185–187
94. ↑  Demosthenes, On the Peace, 5
* E.M. Burke, "The Early Political Speeches of Demosthenes", 174 (note 47)
95. 1 2  Demosthenes, Against Meidias
96. ↑  J. De Romilly, Ancient Greece against Violence, 113–117
97. ↑  H. Yunis, The Rhetoric of Law in 4th Century Athens, 206
98. ↑  Aeschines, Against Ctesiphon,; Plutarch, Demosthenes, 12.
* E.M. Harris, "Demosthenes' Speech against Meidias", 118
99. ↑  E.M. Harris, "Demosthenes' Speech against Meidias", passim; H. Weil,Biography of Demosthenes, 28
100. ↑  Demosthenes, Third Philippic,56
* E.M. Burke, "The Early Political Speeches of Demosthenes", 187
101. ↑  Aeschines,The Speech on the Embassy
102. ↑  Demosthenes, Third Philippic,15
* G. Cawkwell, Philip II of Macedon, 102–103
103. 1 2  Demosthenes, On the Crown,25–27
* G. Cawkwell, Philip II of Macedon, 102–103
104. ↑  Demosthenes, On the Crown, 30
* G. Cawkwell, Philip II of Macedon, 102–103
105. ↑  Demosthenes, On the Crown, 31
* G. Cawkwell, Philip II of Macedon, 102–105; D.M. MacDowell, Demosthenes the Orator, ch. 12
106. ↑  Demosthenes, On the Crown, 36; Demosthenes, On the Peace, 10
* D.M. MacDowell, Demosthenes the Orator, ch. 12
107. ↑  Demosthenes, On the Crown, 43
108. ↑  Demosthenes, On the False Embassy, 111–113
* D.M. MacDowell,Demosthenes the Orator, ch. 12
109. ↑  E.M. Burke, "The Early Political Speeches of Demosthenes", 188–189
110. ↑  Demosthenes, Second Philippic,19
111. ↑  T. Buckley, Aspects of Greek History 750-323 BC, 480
112. ↑  Pseudo-Plutarch, Aeschines, 840c
113. ↑  Demosthenes, Third Philippic,17
114. ↑  Demosthenes (or Hegesippus), On Halonnesus,
* D.M. MacDowell, Demosthenes the Orator, ch. 13
115. ↑  K. Tsatsos, Demosthenes, 245
116. ↑  Demosthenes, Third Philippic,65
* D.M. MacDowell, Demosthenes the Orator, ch. 13
117. ↑  Demosthenes, On the Crown, 149
118. ↑  Demosthenes, On the Crown, 150
119. ↑  Demosthenes, On the Crown, 149,150, 151
 * C. Carey,Aeschines, 7–8
120. 1 2 3 4  C. Carey, Aeschines,12–14
121. ↑  Demosthenes, On the Crown, 152
122. ↑  Demosthenes, On the Crown, 152
* K. Tsatsos, Demosthenes, 283; H. Weil, Biography of Demosthenes, 41–42
123. ↑  Demosthenes, On the Crown, 153
* K. Tsatsos, Demosthenes, 284–285; H. Weil, Biography of Demosthenes, 41–42
124. ↑  P.J. Rhodes, A History of the Classical World, 317
125. ↑  Plutarch,Demosthenes,
* K. Tsatsos, Demosthenes, 284–285
126. ↑  Plutarch, Demosthenes, 20; Pseudo-Plutarch, Demosthenes, 845f
127. ↑  Diodorus,Library, XVI
128. ↑  Demosthenes, On the Crown,299
129. ↑  Demosthenes, On the Crown, 285
130. ↑  L.A. Tritle, The Greek World in the Fourth Century, 123
131. ↑  P. Green, Alexander of Macedon,119
132. ↑   http://books.google.gr/books?id=HlhvoI2T_YYC&pg=PA136&lpg=PA136&dq=demosthenes+produce+triballians+-philip+-phillip&source=bl&ots=oX0ehjHlBw&sig=eI_94aRB5EYsdk5NlNaqTFWIpQw&hl=el&ei=nB46TvrZJ8SO8gOZz8iNAw&sa=X&oi=book_result&ct=result&resnum=4&ved=0CCYQ6AEwAw#v=onepage&q&f=false. {{Chú thích sách}}: |title= trống hay bị thiếu (trợ giúp)
133. ↑   http://books.google.com/books?id=qi0iL6r7v2IC&pg=PA48&lpg=PA48&dq=demosthenes+produce+triballians&source=bl&ots=twMU2hXs73&sig=sJAqbIID_TzPO107YKCuxx9oQbo&hl=en&ei=xybcTc-HA4LQgAfqt6QK&sa=X&oi=book_result&ct=result&resnum=2&ved=0CBkQ6AEwAQ#v=onepage&q=demosthenes%20produce%20triballians&f=false. {{Chú thích sách}}: |title= trống hay bị thiếu (trợ giúp)
134. ↑  "The Rise of Macedon and the Empire of Alexander the Great 359-323 B.C. Part II: Alexander the Great (355-323 B.C.)". Porter-Gaud School. Bản gốc lưu trữ ngày 8 tháng 9 năm 2006. Truy cập ngày 29 tháng 8 năm 2025. {{Chú thích web}}: Kiểm tra giá trị ngày tháng trong: |ngày truy cập= (trợ giúp)
135. ↑  Aeschines, Against Ctesiphon,; Dinarcus, Against Demosthenes,
136. ↑  Plutarch, Phocion, 17
137. ↑  K. Tsatsos, Demosthenes,301 and The Helios
138. ↑  Demosthenes, On the Crown, 321
139. ↑  A. Duncan, Performance and Identity in the Classical World, 70
140. ↑  I. Apostolidis, note 1219in J.G. Droysen, History of Alexander the Great, 719–720; J. Engels, Hypereides, 308–313; I. Worthington, Harpalus Affair,passim
141. ↑  Plutarch, Demosthenes,25
142. 1 2 3  Hypereides, Against Demosthenes,; Plutarch, Demosthenes,
* I. Apostolidis, notes 1219, 1226 & 1229 in J.G. Droysen, History of Alexander the Great, 717–726; K. Tsatsos, Demosthenes, 303–309; D. Whitehead, Hypereides, 359–360; I. Worthington, Harpalus Affair,passim
143. ↑  Plutarch, Demosthenes,26
144. ↑  Pausanias, Description of Greece, 2
145. ↑  Plutarch,Demosthenes
146. ↑  I. Apostolidis, note 1229 (with further references),in J.G. Droysen, History of Alexander the Great, 725; K. Tsatsos, Demosthenes, 307–309
147. ↑  Plutarch, Demosthenes,
* K. Tsatsos, Demosthenes, 311
148. 1 2  Plutarch, Demosthenes, 29.
149. ↑  Pseudo-Plutarch, Demosthenes,847d
150. 1 2  Plutarch, Demosthenes, 13.1.
151. ↑  Polybius, Histories, 18
152. 1 2  K. Tsatsos,Demosthenes, 318–326
153. ↑  A.W. Pickard, Demosthenes and the Last Days of Greek Freedom, 490
154. 1 2 3  J. De Romilly, A Short History of Greek Literature, 120–122
155. 1 2  T.B. Macaulay, On Mitford's History of Greece,136
156. ↑  Plutarch, Demosthenes, 30
* C.Carey, Aeschines, 12–14; K. Paparregopoulus, Ab, 396–398
157. ↑  R. C. Jebb,Attic Orators from Antiphon to Isaeos; K. Tsatsos,Demosthenes, 86
158. ↑  G. Kennedy, "Oratory", 514-15
159. ↑  Cicero, Orator,; Dionysius, On the Admirable Style of Demosthenes, 46
* C. Wooten, "Cicero's Reactions to Demosthenes", 39
160. ↑  W. Jaeger, Demosthenes, 123–124
161. ↑  G. Kennedy, "Oratory", 519
162. ↑  Aeschines, Against Ctesiphon
163. ↑  Dionysius, On the Admirable Style of Demosthenes, 56; Quintillian,Institutiones, VI,
164. ↑  Cicero, Orator,; Plutarch, Cicero, 24.
* D.C. Innes, "Longinus and Caecilius", 262 (note 10)
165. ↑  J. Bollansie, Hermippos of Smyrna, 415
166. ↑  Plutarch, Demosthenes
167. ↑  C. Wooten, "Cicero's Reactions to Demosthenes", 38–40
168. ↑  ,Cicero, Brutus
169. ↑  F. Nietzsche, Lessons of Rhetoric, 233–235; K. Paparregopoulus, Ab, 396–398.
170. ↑  H. Yunis,Demosthenes: On The Crown, 238 (note 232)
171. ↑  Aeschines, Against Ctesiphon,; Plutarch, Demosthenes,
172. ↑  D.C. Innes, 'Longinus and Caecilius", passim
173. ↑  Juvenal, Satura, X, 119
174. ↑  "Definition of philippic". Merriam-Webster. Truy cập ngày 28 tháng 9 năm 2012.
175. ↑  C. Wooten, "Cicero's Reactions to Demosthenes", 37
176. ↑  Plutarch, Demosthenes
177. ↑  A.J.L. Blanshard & T.A. Sowerby, "Thomas Wilson's Demosthenes", 46–47, 51–55; "Demosthenes". Encyclopaedia Britannica. 2002.
178. ↑  G. Gibson, Interpreting a Classic, 1
179. ↑  W. A. Rebhorn,Renaissance Debates on Rhetoric, 139, 167, 258
180. ↑  A.J.L. Blanshard & T.A. Sowerby, "Thomas Wilson's Demosthenes", 46–47, 51–55
181. ↑  K. Tsatsos,Demosthenes, 352
182. ↑  V. Marcu, Men and Forces of Our Time,32
183. ↑  F. Nietzsche, Beyond Good and Evil, 247
* P.J.M. Van Tongeren, Reinterpreting Modern Culture, 92
184. ↑  H. Yunis, Demosthenes: On The Crown, 26; H. Weil,Biography of Demosthenes, 66–67
185. ↑  H. Yunis, Demosthenes: On The Crown, 26–27
186. ↑  H. Yunis, Demosthenes: On the Crown, 28
187. ↑  F. Blass, Die attische Beredsamkeit, III, 2, 60
188. ↑  C.A. Gibson,Interpreting a Classic, 1; K.A. Kapparis,Apollodoros against Neaira, 62
189. ↑  F. Blass, Die attische Beredsamkeit, III, 1, 404–406 and 542–546
190. ↑  A. Schaefer,Demosthenes und seine Zeit, III, 111, 178, 247 and 257; H. Weil, Biography of Demosthenes, 66–67
191. ↑  J.H. Vince, Demosthenes Orations, 268, 317, 353, 463
192. ↑  G. Kennedy, "Oratory", 500
193. ↑  G. Kennedy, "Oratory", 514
194. ↑  G Kennedy, "Oratory", 510
195. ↑  I. Worthington,Oral Performance, 135
196. ↑  "Demosthenes". Encyclopaedia The Helios. 1952.; F. Blass, Die Attische Beredsamkeit, III, 1, 281–287
197. ↑  F.J. Long, Ancient Rhetoric and Paul's Apology, 102; M. Trap, Greek and Latin Letters, 12
198. ↑  J.A. Goldstein,The Letters of Demosthenes, 93